# Last Days of Summer
Pour plus de détails, voir Fiche technique et Distribution.
Last Days of Summer ou La Fête du travail au Québec (Labor Day) est un film américain réalisé par Jason Reitman, sorti en 2013.
Il s'agit de l'adaptation du best-seller Long Week-end (Labor Day) de Joyce Maynard.

## Synopsis
À Holton Mills, dans le New Hampshire, Henry, un adolescent solitaire de 13 ans, vit seul avec sa mère, Adèle, séparée de son mari, et qui se débat dans une forme de dépression névrotique causée par ses fausses couches à répétition. Elle a perdu toute confiance en elle et se sent incapable d'aimer de nouveau.
En septembre, le jeudi précédant la rentrée des classes, ils vont faire des courses dans un supermarché. Henry est abordé par un homme blessé et qui arrive à imposer sans violence qu'Adèle l'emmène en voiture. Finalement, il s'installe chez elle alors qu'à la télévision les nouvelles parlent d'un détenu évadé de la prison du comté.
Constamment sur le fil d'une décision de rébellion ou de coopération, Henry et sa mère se laissent peu à peu séduire par Frank, un homme qui leur semble finalement aussi fragile qu'eux. Le long et chaud week-end passe et il manquera quelques heures et un peu de chance pour que leur projet désormais commun puisse se réaliser.

## Fiche technique
- Titre original : Labor Day
- Titre français : Last Days of Summer
- Titre québécois : La Fête du travail
- Réalisation : Jason Reitman
- Scénario : Jason Reitman, d'après le roman Long Week-end de Joyce Maynard
- Direction artistique : Mark Robert Taylor
- Décors : Steve Saklad, Tracey A. Doyle (décors de plateau)
- Costumes : Danny Glicker (en)
- Photographie : Eric Steelberg
- Montage : Dana E. Glauberman
- Musique : Rolfe Kent
- Production : Helen Estabrook, Lianne Halfon, Jason Reitman, Russell Smith et Jason Blumenfeld (coproduction)
  - Production exécutive : Michael Beugg, Steven M. Rales et Mark Roybal
- Sociétés de production : Indian Paintbrush, Mr. Mudd et Right of Way Films
- Société(s) de distribution :  Paramount Pictures
- Pays de production :  États-Unis
- Langue originale : anglais
- Format : couleur - 2,35:1 - son Dolby Digital
- Genre : Drame
- Durée : 111 minutes
- Dates de sortie :
  - États-Unis : : 27 décembre 2013 (Los Angeles), 31 janvier 2014
  - France : 30 avril 2014

Source : Sauf mention contraire, la fiche technique est issue du site IMdb.

## Distribution
| |  |  |
| Le réalisateur Jason Reitman et l'actrice principale Kate Winslet à la première du film au Festival international du film de Toronto 2013. |  |  |

- Kate Winslet (VF : Anneliese Fromont) : Adele Wheeler
- Josh Brolin (VF : Philippe Vincent ; VQ : Alain Zouvi) : Frank Chambers
- Gattlin Griffith (VF : Gabriel Bismuth-Bienaimé) : Henry Wheeler (jeune)
- Clark Gregg (VF : Jean-François Aupied) : Gerald, le père de Henry
- James Van Der Beek (VF : Thierry Wermuth) : l'officier Treadwell
- J. K. Simmons (VF : Jean Barney) : M. Jervis, le voisin
- Brooke Smith (VF : Véronique Augereau): Evelyn, la mère de Barry
- Micah Fowler : Barry, le jeune handicapé en fauteuil
- Tobey Maguire (VF : Damien Witecka) : Henry Wheeler (adulte)
- Maika Monroe (VF : Évelyne Sara) : Mandy
- Alexie Gilmore (VF : Valérie Nosrée) : Marjorie
- Brighid Fleming : Eleanor
- Tom Lipinski : Frank (jeune)
- Matthew Rauch (VF : Olivier Chauvel) : le directeur d'agence bancaire
- Dylan Minnette (VF : Gabriel Bismuth-Bienaimé) : Henry Wheeler (adolescent)
- Lucas Hedges : Richard
- Elena Kampouris : Rachel McCann

Sources et légende : Version française (VF) sur AlloDoublage et sur RS Doublage

## Production
En 2009, le réalisateur Jason Reitman entreprend l'adaptation du roman Long Week-end de Joyce Maynard. Kate Winslet et Josh Brolin sont choisis pour incarner Adele et Frank en 2011. La même année, Indian Paintbrush et Paramount Pictures sont annoncés comme coproducteurs du film, Paramount Pictures étant chargé de la distribution en salles,.

## Distinctions

### Nominations
- Festival international du film des Hamptons 2013
- Festival du film de Londres 2013 : May Fair Hotel Gala
- Festival international du film de Toronto 2013 : sélection « Special Presentations »
- Golden Globes 2014 : meilleure actrice dans un film dramatique pour Kate Winslet